# Super Collider (singolo)
Super Collider è un singolo del gruppo musicale statunitense Megadeth, l'unico estratto dal quattordicesimo album in studio omonimo e pubblicato il 22 aprile 2013.

## La canzone
Secondo il frontman Dave Mustaine, Super Collider trae ispirazione dalla ricerca del bosone di Higgs al CERN e dagli acceleratori di particelle, ma il significato principale è per lo più quello di prendere la strada maestra proverbiale fino alla fine del mondo, quando «il mondo esplode come un super collider.» Mustaine ha inoltre notato che Super Collider ha «probabilmente più di una semplice struttura di accordi, ma è veramente una gran brano dotato di una gran sonorità».

## Accoglienza
Dopo il suo debutto allo spettacolo Full Metal Jackie, il brano è stato criticato negativamente da Axl Rosenberg di Metal Sucks, il quale lo ha definito il brano più brutto mai pubblicato dal gruppo dai tempi di Risk (1999). Del parere opposto Graham Hartmann di Loudwire, che ha commentato positivamente l'assolo e le sonorità generali della canzone, ma notando anche che Super Collider presenta un tratto radiofonico che contrasta con le sonorità tipiche dei Megadeth.

## Video musicale
Il videoclip, diretto da Robby Starbuck e filmato il 10 maggio a Los Angeles, ha visto nel cast, oltre ai membri del gruppo, anche la scrittrice Hunter Elizabeth.
Il video narra la storia di due studenti che si innamorano l'uno dell'altra dopo un incidente nell'aula di scienze, materia il cui professore viene interpretato da David Ellefson. I due passano il tempo insieme fino a quando la ragazza non viene portata via in macchina dal padre furioso, interpretato da Dave Mustaine. Dieci anni più tardi, in occasione della festa di rincontro degli studenti, i due studenti (nel frattempo l'uno divenuto matematico, mentre l'altra divenuta una modella) si rivedono e mostrano di essere ancora innamorati l'uno dell'altro.

## Tracce
1. Super Collider – 4:11